# 에두아르두 카르발류
에두아르두 두스 헤이스 카르발류(Eduardo dos Reis Carvalho, 1982년 9월 19일, 미란델라 ~), 혹은 줄여서 에두아르두(Eduardo)는 포르투갈의 전 축구 선수로, 포지션은 골키퍼이다.

## 클럽 경력
에두아르두는 1부리그에서 데뷔하기 위해 20대 중반까지 기다려야 했다. 그는 SC 브라가 유소년팀 출신으로, 그는 2006-07 시즌, 포르투갈 리그 데뷔전을 치렀고, 이후 6개월간 SC 베이라마르에 임대되었었다.
그 다음 시즌, 에두아르두는 또다시 비토리아 FC로 임대되었다. 그는 카를루스 카르바알가 이끄는 팀의 주축 선수가 되어 초대 포르투갈 리그 컵 우승을 거미쥐었고, 그에 따라 비토리아는 UEFA 컵 진출권을 획득하였다. 그는 스포르팅 CP와의 결승전에서 환상적인 활약을 펼치며, 승부차기에서 세 차례 선방하였다.
에두아르두는 2008-09 시즌 브라가로 복귀하여 리그 30경기에 모두 출장하였으며, UEFA 컵 16강에 진출하였다. 브라가는 이듬해 리그 최고의 성적인 준우승을 거두었으며, 그는 고작 20골을 실점하여 최고의 골키퍼가 되었다.
2010년 7월 7일, 그는 이탈리아 세리에 A의 제노아 CFC와 €4M의 가격에 4년 계약을 체결하였고, 클럽을 떠난 마르코 아멜리아의 자리를 대체하였다. 브라가는 제노바가 선수를 매각할 시 25%의 이적료를 받도록 계약하였다.
에두아르두는 그의 세리에 A 첫 시즌 모든 경기에 출장하였고, 팀은 중위권으로 시즌을 마감하였다. 2011-12 시즌을 앞두고 ACF 피오렌티나에서 세바스티앵 프레이가 이적함에 따라 그는 주전 자리를 잃었다. 2011년 7월, 그는 포르투갈의 SL 벤피카로 임대되었다. 리스본은 이 계약으로부터 시즌 종료 후, 선수 구매 권한을 가지게 되었다.

## 국가대표 경력
UEFA 유로 2008 종료 후, 포르투갈 축구 국가대표팀의 신임 감독 카를루스 케이로스는 2010년 FIFA 월드컵 몰타와 덴마크와의 예선전을 앞두고 발탁되었고, 큄의 백업 골키퍼가 되었다.
그는 2009년 2월 11일, 핀란드전에서 60분 선발출장하며 데뷔전을 치렀다. 이 경기에서 1-0으로 승리하였고, 잔여 월드컵 예선경기에 모두 참여하였다. 그는 남아프리카 공화국에서 열린 2010년 FIFA 월드컵 본선에서도 선발출장하여 코트디부아르, 북한, 브라질과의 조별리그전에서 무실점을 기록하였다. 그러나 그는 스페인과의 16강전 경기에서 다비드 비야에게 1골을 헌납하여 0-1로 패하였다.
그는 클럽에서 교체 선수로 전락함에 따라, 그는 국가대표 주전 골키퍼 자리를 후이 파트리시우에게 내주었다. 두 골키퍼는 모두 UEFA 유로 2012 예선에서 5경기씩 출장하였고, 포르투갈은 본선에 진출하였다.

## 수상

### 클럽
비토리아 FC
- 포르투갈 리그 컵: 2007-08

SC 브라가
- UEFA 인터토토컵: 2008